# Maskerade (musical)
Maskerade is de eerste door Jos Brink en Frank Sanders geschreven musical. De musical had haar première op 19 oktober 1979 in de stadsschouwburg van Haarlem. De muziekproducer was Coen van Vrijberghe de Coningh.

## Verhaal
Het verhaal speelt zich af in 1910 en gaat over Bastiaan de Geer (Jos Brink) die, om indruk te maken op Freule Mariëtte van Heusden Hurgonje, iedereen voorhoudt dat hij van adellijke afkomst is, hierbij tegen wil en dank geholpen door zijn vriend, couturier Sandor Petri (Frank Sanders). Omdat Bastiaans moeder in werkelijkheid huishoudster is bij Sandor Petri, verkleedt Bastiaan zichzelf als Douairière de Geer om op die manier de schijn op te houden voor Mariëtte. De maskerade wordt verder opgevoerd en Bastiaan is genoodzaakt zich ook voor te doen als ex-resident van Indië en als zijn eigen butler.
Aan het einde van de voorstelling blijkt dat Bastiaan niet de enige was die een maskerade heeft opgevoerd. Ook de moeder van Mariëtte blijkt gelogen te hebben over haar afkomst en heeft zelfs op dezelfde school gezeten als Bastiaans echte moeder.

## Rolverdeling
| Personage                            | Acteur          |
| ------------------------------------ | --------------- |
| Bastiaan de Geer                     | Jos Brink       |
| Sandor Petri                         | Frank Sanders   |
| Baronesse Van Heusden Hurgonje       | Henny Orri      |
| Freule Mariette van Heusden Hurgonje | Lucie de Lange  |
| Anna de Geer                         | Mary Michon     |
| Truitje                              | Simone Kleinsma |